# Neu-Temmen
Neu-Temmen, in der älteren Literatur meist Neu Temmen geschrieben, ist ein Gemeindeteil von Temmen-Ringenwalde, einer Gemeinde im Landkreis Uckermark (Brandenburg), deren Verwaltungsaufgaben vom Amt Gerswalde wahrgenommen werden. Neu-Temmen wurde vor 1743 als Vorwerk gegründet, war im 19. Jahrhundert Gutsbezirk und wurde 1928 zusammen mit dem Gutsbezirk Alt-Temmen und einem Teil des Gutsbezirks Hohenwalde zur Gemeinde Temmen vereinigt.

## Lage
Neu-Temmen liegt ca. 1,5 Kilometer Luftlinie südöstlich von Alt-Temmen und rd. 5 Kilometer nordöstlich von Ringenwalde etwa auf 75 m ü. NHN. Etwa 500 Meter nördlich liegt der Schmale Temmensee, ca. 700 Meter nordwestlich der Düstersee. Etwa 800 Meter östlich liegt der bereits zur Stadt Angermünde gehörende 100,5 Meter hohe Fuchsberg, nur 400 südöstlich der Eichelberg mit 101 m ü. NHN. 700 Meter südlich liegt der zur Gemeinde Milmersdorf gehörende Kienberg mit einem Funkmasten. Der größte Teil der Fläche des früheren Rittergutes bzw. Gutsbezirk gehört heute zum Naturschutzgebiet Poratzer Moränenlandschaft.

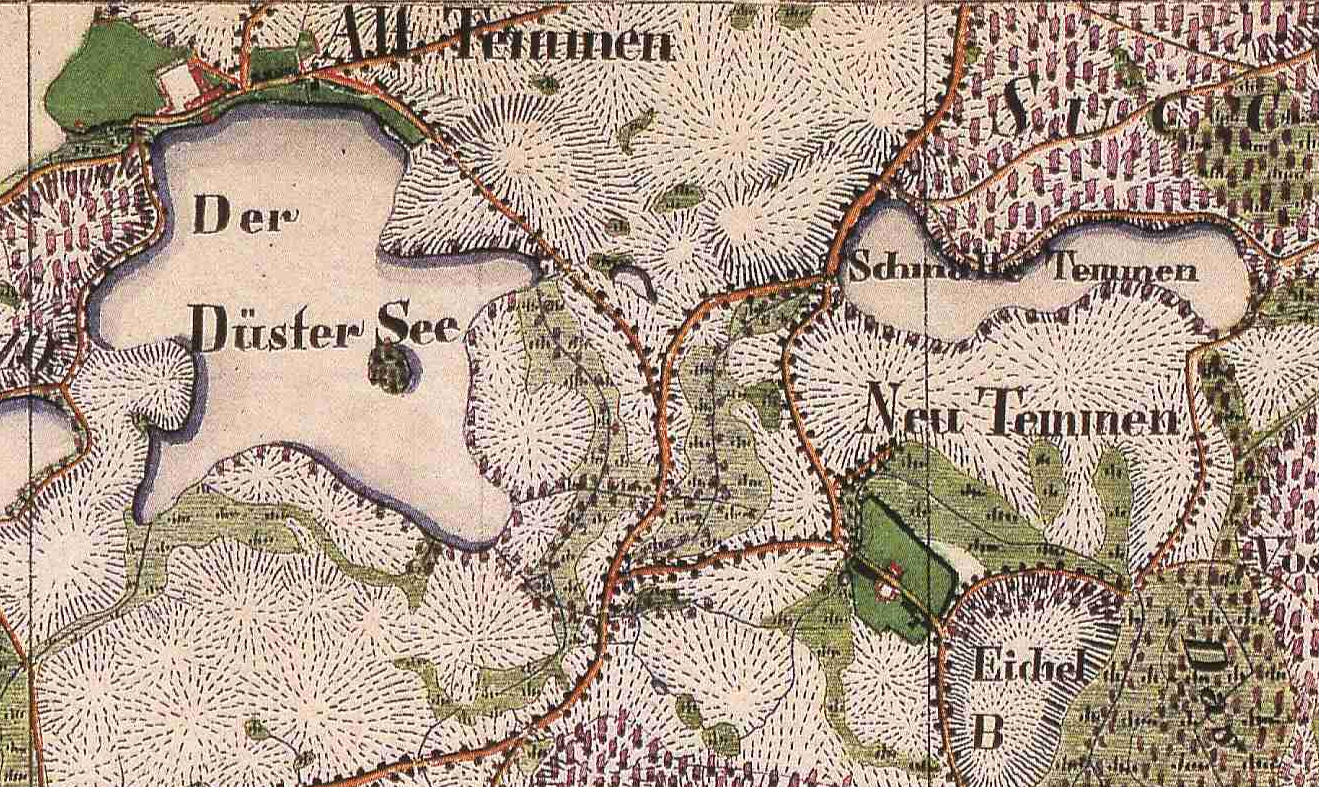
Alt-Temmen und Neu-Temmen auf dem Urmesstischblatt 2948 Friedrichswalde von 1826

## Geschichte
Das Vorwerk Neu-Temmen wurde 1740 auf Teilen der Feldmark des im Mittelalter wüst gefallenen Dorfes Temmen und der wüsten Feldmark Hohenwalde aufgebaut. Am 28. März 1743 wurden die von den Arnim’schen Häusern Fredenwalde, Götschendorf und Milmersdorf bisher gemeinsam besessenen Vorwerke Schmalen-Temmen (= Neu-Temmen) und Neu Hohenwalde aufgeteilt. Die Vorwerke waren in der urbar gemachten Alt Temmener Heide von den drei Häusern gemeinsam angelegt worden. Drei Viertel von Neu Temmen gehörten dem Oberstleutnant Alexander II. von Arnim (1688–1753) auf Fredenwalde, während die Häuser Götschendorf und Milmersdorf daran gemeinsam ein Viertel hatten. Von Neu-Hohenwalde gehörte die Hälfte dem Alexander von Arnim, die andere Hälfte gemeinsam den Häusern Götschendorf und Milmersdorf. Alexander von Arnim auf Fredenwalde erhielt den Vollbesitz von Schmalen-Temmen, während er seine Hälfte von Neu Hohenwalde und den Kaveln auf der Teufelspost an die beiden Häuser Götschendorf und Milmersdorf abtrat. Er erhielt außerdem von den Häusern Götschendorf und Milmersdorf je 1500 Taler in bar. Den damals laufenden Prozess gegen den Verwalter von Neu Hohenwalde, Elias Buch wollten alle drei Parteien aber noch gemeinsam bestreiten.

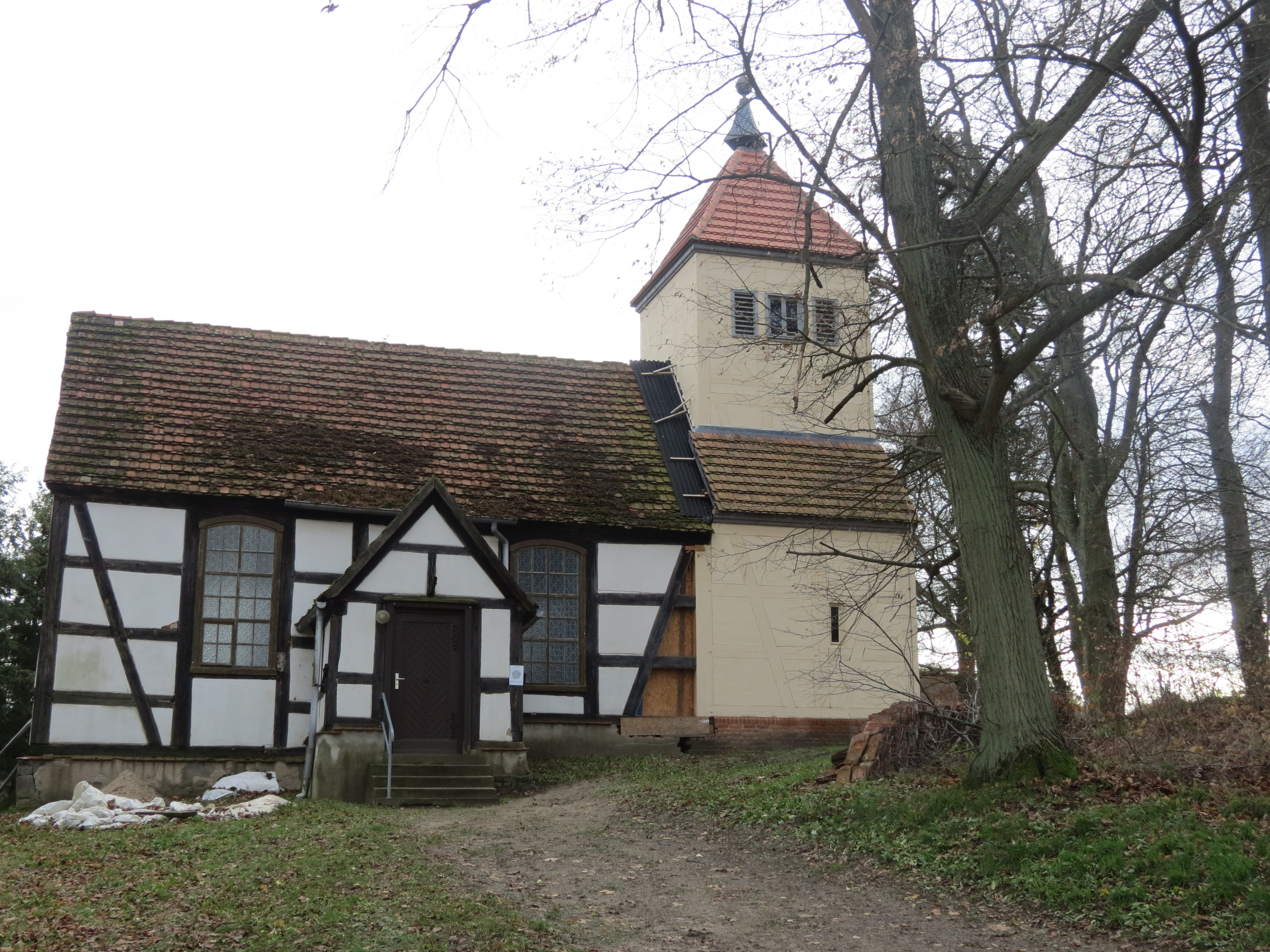
NABU-Kirche Temmen während der Renovierung (November 2019)

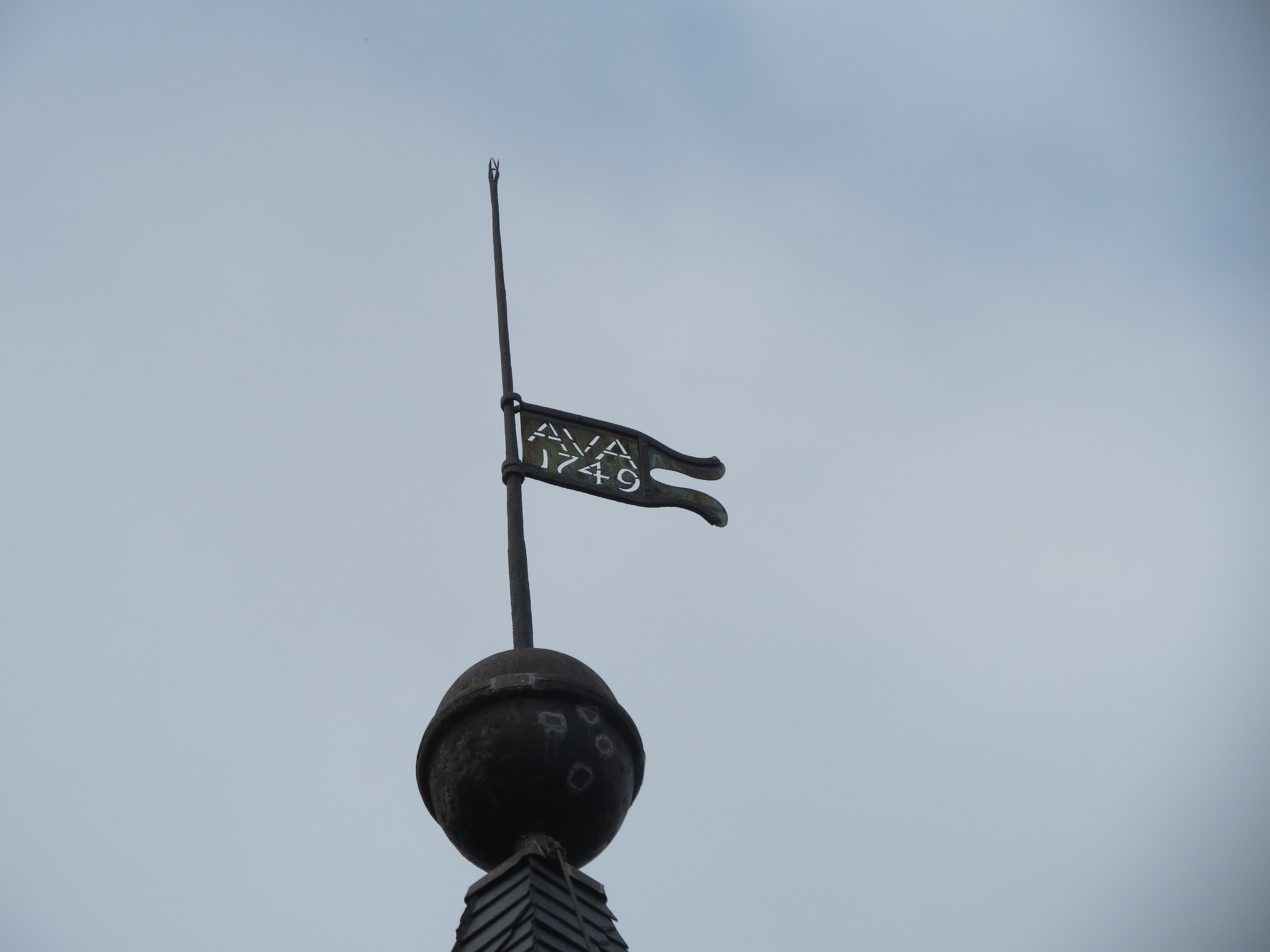
Windfahne auf dem Turm der Dorfkirche mit Initialen AVA und Jahreszahl 1749

Alexander von Arnim wurde am 25. Februar 1688 als Sohn des Alexander Magnus I von Arnim und seiner zweiten Frau Cornelia Eva von Ihlefeld adH Rehberg in Dargersdorf geboren. Er trat 1706 in königlich-preußische Kriegsdienste. Am 11. September 1709 kämpfte er in der blutigen Schlacht von Malplaquet. Er kehrte erst nach dem Friedensschluss von Utrecht in seine Garnison zurück. 1715 kämpfte er gegen die Schweden in Pommern. 1734 machte er noch einen Feldzug an den Oberrhein mit und nahm im selben Jahr seinen Abschied. Seine erste Frau Marie Eleonore von Schenk starb früh, die einzige Tochter kurz nach der Geburt. 1726 heiratete er in zweiter Ehe Sophie Caroline von Oertzen adH Leppin, Tochter des Oberstleutnant Hans Felix von Oertzen und der Sophie Agnese geb. von Oertzen. Aus der Ehe gingen vier Söhne und drei Töchter hervor, von denen ein Sohn als Kleinkind starb. 1749 ließ Alexander II. von Arnim die kleine Dorfkirche beim Vorwerk Neu-Temmen errichten (Jahreszahl in der Windfahne). Er schenkte der Kirche eine Sanduhr mit seinem Namen in hebräischen Buchstaben. Am 4. Oktober 1753 starb Alexander von Arnim in Fredenwalde. Im März 1754 erfolgte die Teilung des Lehn- und Allodialbesitzes. Der Güterbesitz wurde nur in zwei Teile geteilt, der dritte Anteil war ein Geldanteil. Güteranteile und Geldanteil wurden nun unter den drei Söhnen verlost. Der älteste Curt Friedrich von Arnim (1728–1790 oder 1789) zog den Geldanteil, Hans Erdmann (* 28. November 1735; † 9. Februar 1756 in Soldin) erhielt Neu-Temmen und der jüngste Bruder halb Fredenwalde.

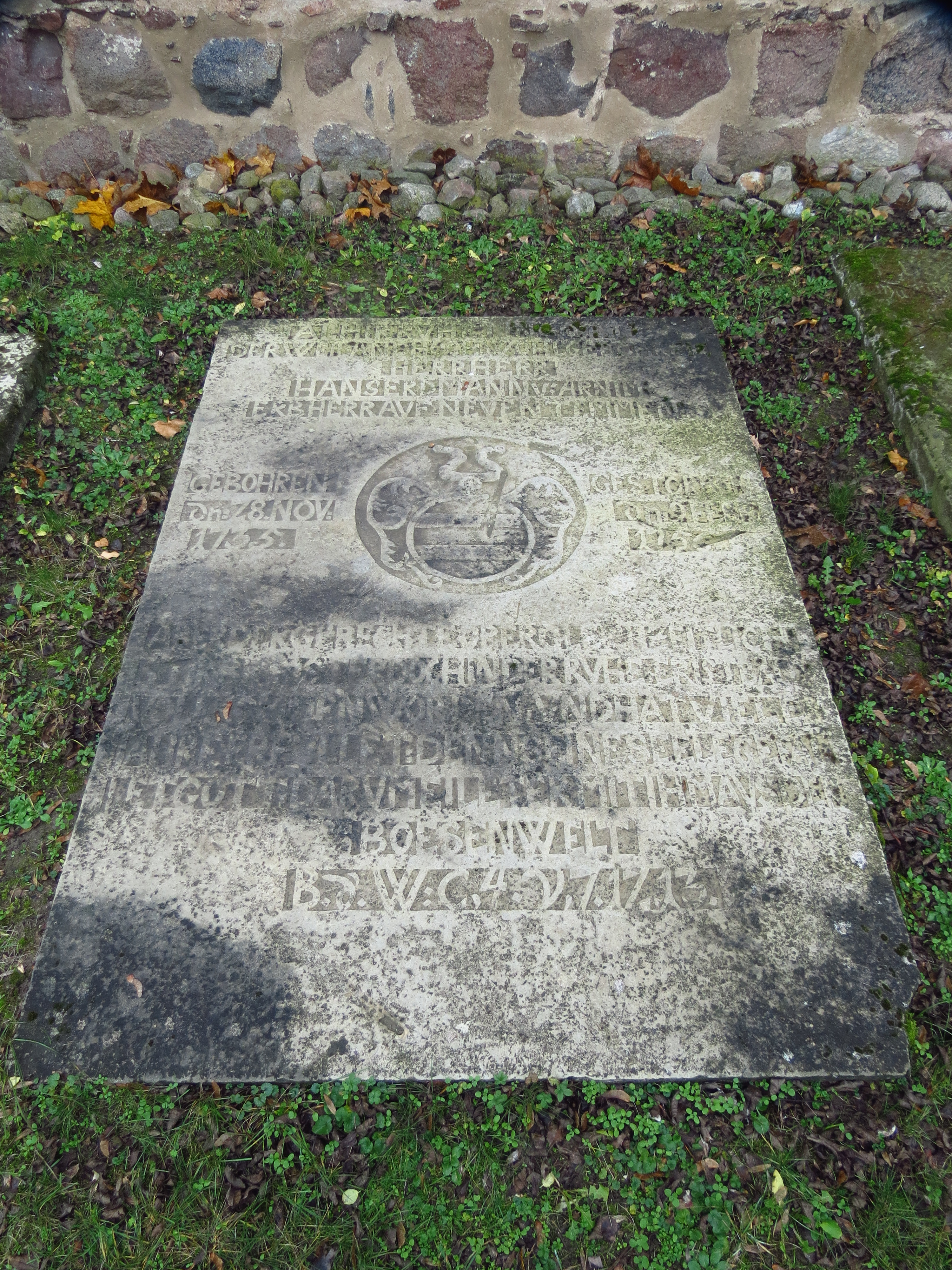
Grabplatte des Hans Erdmann von Arnim (1735–1756) vor der Ostseite der Dorfkirche Groß Fredenwalde

Hans Erdmann von Arnim auf Neu Temmen war Königlich-Preußischer Fahnenjunker und starb schon am 9. Februar 1756 in Soldin. Seine Grabplatte liegt vor der Ostseite der Kirche in Groß Fredenwalde. Sein Gut Neu-Temmen fiel nun an den älteren Bruder Curt Friedrich III. 1766 brannte das Gutshaus ab und Curt Friedrich ließ das heutige Gutshaus aufführen. Es kostete damals die hohe Summe von 5813 Talern. 1767 heiratete er Hanna Wilhelmine von Dargitz († 1830). Er benannte nun das von ihm 1765 aufgebaute Rittervorwerk Neu Fredenwalde nach seiner Frau in Willmine um. 1775 wohnten auf dem Rittervorwerk 15 Einlieger u. a. Einwohner. Neu-Temmen hatte 17 Feuerstellen.
Curt Friedrich III. von Arnim musste Neu Temmen 1778 schuldenhalber an den Leutnant Heinrich Gottfried von Dargitz (1734–1817) auf Lübbenow verkaufen. Dargitz war sein Ex-Schwager, der mit seiner Schwester Dorothea Cordula Eleonore (1737–1766) verheiratet gewesen war. Er hatte 1769 in zweiter Ehe Maria Salome von Arnim adH Götschendorf (1722–1798), Tochter des Bernd Ludwig von Arnim und der Marie Ilse von Holtzendorff geheiratet.
1780 verkaufte Heinrich Gottfried von Dargitz das Gut Neu-Temmen weiter an den Obristwachtmeister Boislav von Rosbitzky (Schmidt) (Bogislav von Robitzky) für 9636 Taler. Auch Heinrich Gottfried von Dargitz war hoch verschuldet, sodass ihm nach Abzug der Schulden nur noch 316 Taler 1 Groschen und 7 Pfennige ausbezahlt wurden. Robitzky errichtete eine Brauerei und Branntweinbrennerei. Allerdings behielt Bogislav von Robitzky Neu-Temmen nur ein Jahr.
1781 verkaufte er Neu-Temmen für 10.300 Taler an Elise/Louisa Johanne Theodora geb. Stephani, verw. von Diringshofen, die Frau des Landrates des Stolpirischen Kreises Gottlieb/Gottlob Ehrentreich von Greiffenberg († 1787). Sie musste das Gut 1783 mit großem Verlust um 8400 Taler an Gustav Konrad Philipp von Arnim (1758–1815) auf Golm verkaufen. 1790 wohnten in Neu-Temmen neben dem Gutsbesitzer und dem Verwalter sieben Einlieber. Neu-Temmen zählte damals noch sieben Feuerstellen.
Gustav Konrad Philipp von Arnim war in erster Ehe mit Ernestine Franziska Auguste Friederike Freiin von der Goltz (1768–1788) und in zweiter Ehe mit ihrer Schwester Wilhelmine Apollonia Juliane Eleonore Freiin von der Goltz (1772–1823) verheiratet. 1801 hatte Neu-Temmen noch sechs Feuerstellen und fünf Einliegerfamilien und eine Schmiede. Gustav Konrad Philipp musste Neu-Temmen 1801 wegen hoher Schulden an seinen Bruder und Suckower Majoratsherrn Georg Leopold Vivigenz von Arnim (1747–1828) abgeben. Diesem gelang es durch Tilgung einiger Schulden die drohende Versteigerung abzuwenden. Für 8400 Taler überließ Georg Leopold Vivigenz das Gut Neu-Temmen 1804 seinem Sohn, dem Rittmeister Georg Friedrich IV. von Arnim (1778–1834).
Georg Friedrich IV. von Arnim war in die Armee eingetreten und brachte es dort bis zum Rittmeister. 1804 heiratete er Wilhelmine Christine Charlotte Marie Gräfin zu Solms-Sonnenwalde (1785–1862). Aus der Ehe gingen vier Söhne und fünf Töchter hervor, von denen ein Sohn und drei Töchter im Kleinkind-Alter starben. Er wurde nach dem Tod seines Vaters Georg Leopold Vivigenz († 20. Oktober 1828) formell der 3. Fideikommissherr auf Suckow. Allerdings wurde er ab 1824 wegen zunehmender Gemütskrankheit unter Vormundschaft gestellt. Georg Friedrich IV. von Arnim starb am 26. Juli 1834 in Köln. 1817 hatte das Vorwerk Neu-Temmen 48 Einwohner.
Erbe von Neu-Temmen war sein Sohn Georg Wilhelm IV. (1806–1845). Er trat in die Königlich-Preußische Armee ein und nahm als Leutnant seinen Abschied. 1837 heiratete Maria Josepha Ernestine Adamine Gräfin von Blumenthal (1811–1865) adH Neudeck. Neu-Temmen ist 1837 als Rittergut und Dorf bezeichnet. 1838 wurde Neu-Temmen in freies Allodium umgewandelt. Er wurde vom König zum Kammerherrn ernannt. 1838 verpachtete er das Gut Neu-Temmen für 18 Jahre an den Amtmann Bahrfeld in Hessenhagen. Das Paar hatte vier Söhne und eine Tochter; ein Sohn und die Tochter starben im Kleinkindalter.
1841 verkaufte Georg Wilhelm IV. das Gut Neu-Temmen für 13.000 Reichstaler an Dr. Gustav Mayet aus Schwedt, der es umgehend noch im selben Jahr für 15.000 Reichstaler an den Hauptmann Alexander Ernst von Rüts verkaufte. Neu-Temmen hatte damals 4 Wohnhäuser und 61 Einwohner.
Auch Alexander Ernst von Rüts behielt Neu-Temmen nur bis 1843 und vertauschte das Gut Neu-Temmen gegen ein dem Schlossermeister Georg Wilhelm Friedrich Brennecke gehörendes Wohnhaus in Berlin. Der Wert der getauschten Objekte wurde zu je 38.000 Reichstaler angenommen. Von 1845 bis 1846 folgte Theodor Friedrich Wilhelm Kuntze in Buckow bei Berlin (heute Berlin-Buckow), der Neu-Temmen für 34.000 Reichstaler von Brennecke kaufte.
Von 1846 bis 1848 gehörte das Gut Neu-Temmen dem Polizeikommissar Arnold August Matthäi, der 34.150 Taler bezahlte. 1848 tauschte Matthäi Neu-Temmen gegen ein dem Kassensekretär Wilhelm Ludwig Zindler gehörendes Haus in der Beusselstraße in Berlin. Als Wert der beiden Tauschobjekte wurde je 42.000 Reichstaler angenommen. 1849 übertrug Zindler Neu-Temmen seiner Frau Johanna Louise Zindler geb. Christiani für 35.250 Taler.
1850 kaufte Gustav Friedrich Julius Sorge genannt Triglaff das Gut Neu-Temmen für 40.500 Taler. Er schenkte der Kirche in Neu-Temmen einen silbervergoldeten Kelch mit Patene. 1850 hatte das Gut Neu-Temmen eine Größe von 739 Morgen 158 Quadratruten, davon 474 Morgen 4 Quadratruten Acker, 200 Morgen 105 Quadratruten Wiesen und 49 Morgen 131 Quadratruten Wald. Gustav Friedrich Julius Sorge genannt Triglaff verkaufte Neu-Temmen mit Verlust für 36.500 Taler an Frau Elise Louise Wilhelmine von Billerbeck geb. von Reichenbach, die 1855 gestorben ist. Die Erben verkauften Neu-Temmen für 40.000 Taler weiter an Dr. Hans Köster in Berlin.
Dr. Hans Köster (Johann Andreas Friederich Köster) (* 16. August 1818 in Kritzow; † 6. September 1900 in Ludwigslust) zu Berlin war mit der Opernsängerin Luise Schlegel verheiratet, die von 1847 bis 1862 ein Engagement an der Berliner Königlichen Hofoper hatte. Er behielt das Gut Neu-Temmen immerhin bis 1861. 1860 umfasste der Gutsbezirk 875 Morgen, darunter 604 Morgen Acker, 165 Morgen Wiesen, 50 Morgen Weide, 50 Morgen Wald, 4 Morgen Gehöfte und 2 Morgen Gartenland. In der Siedlung standen vier Wohnhäuser, ein öffentliches Gebäude und fünf Wirtschaftsgebäude; Neu-Temmen hatte damals 59 Einwohner. Auf dem Hof wurden 6 Pferde, 28 Stück Rindvieh und 81 Schafe gehalten. Dr. Hans Köster besaß auch das Rittergut Bagenz im Kreis Spremberg. Köster und seine Frau schenkten der Kirche in Neu-Temmen ein Akkordeon. Predigtgottesdienste hielt Köster selbst, seine Frau spielte das Akkordeon und sang dazu. Das Ehepaar schenkte der Kirche außerdem zwei Bilder aus Gips, zwei schwarze Leuchter und ein Kruzifix. 1861 standen in Neu-Temmen fünf Wohnhäuser mit 62 Bewohnern.
Seit 1861 war das Gut Neu-Temmen im Besitz des Louis Ferdinand Henri Baudouin, der 67.500 Taler dafür bezahlte. 1874 bei der Schaffung der Amtsbezirke in der Provinz Brandenburg wurde Rittergutsbesitzer Baudouin auf Neu-Temmen zum stellvertretenden Amtsvorsteher des Amtsbezirks 8 Ringenwalde des Kreises Templin gewählt. 1879 ist er auch als Pächter des Rittergutes in Alt-Temmen nachgewiesen. Das Rittergut Neu-Temmen hatte damals eine Gesamtgröße von 188,40 ha, davon waren 147,26 ha Acker, 23,48 ha Wiesen, 7,20 ha Hutung (Weiden) und 10,46 ha Wald. Der Grundsteuerreinertrag war auf 1753 Mark angesetzt.  Louis Ferdinand Henri Baudouin war der Sohn des Kaufmanns Carl Ferdinand Baudouin und der Maria geb. Eyffert aus Berlin. Er heiratete 39-jährig 1873 die damals 25-jährige Emilie Leopoldine Louise Bielau, Tochter des Prenzlauer Brauereibesitzers Carl Bielau und seiner Frau Auguste geb. Falkenthal. 1885 hatte Gut Neu-Temmen eine Gesamtgröße von 192 ha, davon waren 150 ha Acker, 24 ha Wiesen und 11 ha Wald. Der Grundsteuerreinertrag belief sich auf 1754 Mark. Der Betrieb war jedoch anscheinend nicht rentabel. Louis Ferdinand Henri Baudouin verschuldete sich immer mehr und bei einem Schuldenstand von 267.608,79 Mark wurde das Gut Neu-Temmen schließlich 1885 zwangsversteigert. Für 100.000 Mark erstand es der Zehdenicker Kaufmann und Pferdehändler Hermann Zöllner.
Hermann Zöllner setzte Hans von Wangenheim als Gutsverwalter ein. Er behielt Neu-Temmen nur ein Jahr und verkaufte dann an Frau Helene Schmidt geb. Rohrbeck. Frau Schmidt verkaufte Neu-Temmen nur zwei Jahre später an den Berliner Braumeister Ludwig Krüger.
Ludwig Krüger behielt Neu-Temmen ebenfalls nicht lange, sondern veräußerte das Gut 1891 an den Gutsbesitzer August Haller. Doch auch dieser konnte das Gut nicht halten. In der Zwangsversteigerung im Jahre 1892 wurde es für 103.000 Mark dem Rittergutsbesitzer Georg Maul zugeschlagen. Nur ein Jahr später verkaufte Georg Maul Neu-Temmen an Hans Wolf um den Preis von 143.000 Mark. Doch auch dieser Besitzer blieb nicht lange in Neu-Temmen, sondern verkaufte Neu-Temmen 1896 für 190.000 Mark an Friedrich Karl Foerster.
Friedrich Karl Förster (oder Foerster) war der Sohn des Carl Förster, des Mitinhabers der 1856 gegründeten Sektfirma Förster & Kloß (heute Rotkäppchen Sektkellerei). Er war mit Maria Hartmann verheiratet; am 13. April 1896 wurde in Neu-Temmen ihr Sohn Arnulf Ottokar Fritz geboren. Förster ließ 1901 den Turm der Neu-Temmener Kirche renovieren, dazu erhielt er eine Beihilfe von 500 Mark aus dem 8. brandenburgischen Provinzial-Notstandskollektenfond. Förster führte die Gutswirtschaft zunächst selber. Um 1900 verpachtete er das Gut an einen Amtmann Warnke. In der Pachtzeit praktizierte der Bruder des Pächter, der praktische Arzt Dr. Warnke in Neu-Temmen. Er behandelte erholungsbedürftige Patienten in den Räumen des Gutshauses und im Schmiedehaus. Die Patienten leisteten auch kleinere Arbeiten im Garten und auf dem Hofgut. 1896 hatte das Gut Neu-Temmen eine Gesamtgröße von 210,18 ha, davon waren 164,40 ha Acker, 26,40 ha Wiesen, 18,50 ha Wald, 1,40 ha Unland und 0,28 ha Wasser. Der Grundsteuerreinertrag war auf 1754 Mark angesetzt.
1905 wurde Neu-Temmen von Dr. Emil Theodor Förster (1861–1939) für den Betrag von 200.000 Mark erworben. Verwandtschaftliche Beziehungen zum Vorbesitzer ließen sich bislang nicht belegen. Emil Förster war Kapitänleutnant a. D. und Privatgelehrter. 1908 ging er nach Moshi im damaligen Deutsch-Ostafrika (heute Tansania) und baute in Machame-Kalali, am Fuß des Kilimandscharo-Massivs eine Kaffeeplantage auf. In Moshi und Marangu in Sichtweite des Kilimandscharo baute er die ersten Hotels. 1907/08 hielt sich der Chagga Joseph Merinyo (ca. 1880–1973), in späteren Zeiten ein Pionier des Kaffeeanbaus in Tansania und politischer Aktivist, in Neu-Temmen auf, um dort Buchführung und cooperative Landwirtschaft zu lernen. Niekammer gibt für 1914 folgende Zahlen an. Die Gesamtgröße betrug nun 198 ha, davon 135 ha Acker, 25,5 ha Wiesen, 5,6 ha Weiden, 15 ha Wald und 17 ha Unland, Hofgelände und Wege. Auf dem Hof wurden 10 Pferde, 60 Stück Rindvieh, davon 21 Kühe und 52 Schweine gehalten. Der Grundsteuerreinertrag war mit 1753 Mark unverändert geblieben. Das Gut war an Friedrich Warnke verpachtet. 1913 verkaufte er das Gut Neu-Temmen an den Leutnant der Reserve Karl Otto Püschel.
Karl Otto Püschel behielt das Gut aber nur vier Jahre und verkaufte es 1917 an den Direktor der Deutschen Bank Carl Michalowsky. 1921 hatte das Gut Neu-Temmen eine Gesamtgröße von 199 ha. Davon waren 100 ha Acker, 25 ha Wiesen, 4 ha Weiden (Hutung), 63 ha Wald, 7 ha Unland, Hofgelände und Wege. Auf dem Hof wurden 16 Pferde, 31 Stück Rindvieh, davon 12 Milchkühe, ein Deckbullen, 27 Schweine, davon 15 Zuchtsauen, und 12 Schafe davon 5 Mutterschafe gehalten. Der Grundsteuerreinertrag betrug 1755 Mark. Als Administrator fungiert ein Großhans.
1923 hatte sich die Ackergröße durch Rodung von Waldstücken vergrößert. Die Gesamtgröße war mit 198 ha gleich geblieben. Die Ackerfläche betrug nun aber 135 ha, weiter waren vorhanden 25 ha Wiesen, 6 ha Weiden, 15 ha Wald und 17 ha Unland, Hofgelände, Wege etc. Der Tierbestand belief sich auf 13 Pferde, 60 Stück Rindvieh, davon 28 Kühe, 20 Schweine und 120 Schafe. Den Betrieb führte Inspektor J. G. Lang. Der Grundsteuerreinertrag belief sich auf 1753 Mark.
Zwischen 1924 und 1926 ließ Carl Michalowsky die Kirche renovieren, so 1924 die Turmuhr und die Türen der Kirche erneuert. 1925 wurde das Eisentor vor der Giebelseite der Kirche angebracht.1926 wurde der Turm erneuert, dazu wurde auch die Wetterfahne und die Kupferkugel abgenommen. Sie wies merkwürdigerweise drei Einschusslöcher auf, die auf ein altes Kaliber schließen ließen. Kugel und Wetterfahne wurden repariert und wieder auf der Turmspitze montiert. Im Innenraum hatte er eine elektrische Heizung und elektrischer Licht einbauen lassen. Bereits 1926 hatte der Verwalter gewechselt, er hieß nun O. Kaufmann. 1926 wurden die Straßen nach Hohenwalde bzw. nach Alt-Temmen gepflastert.
Bis 1929 hatte Carl Michalowsky die Wirtschaftsfläche durch Pachtung von Flächen des Gutes Alt-Temmen stark vergrößert. Die Gesamtgröße betrug nun 459 ha, davon waren 221 ha Acker, 59 ha Wiesen, 20 ha Weiden, 90 ha Wald und 64 ha Wasser. Der Tierbestand war auf 30 Pferde, 65 Stück Rindvieh, davon 40 Milchkühe und 100 Schafe angewachsen. Der Grundsteuerreinertrag betrug 3849 Mark. Außerdem hatte Michalowsky zwei Lanz-Großbulldog angeschafft. Ein Schwerpunkt war die Stammzucht der veredelten Landschafe. Verwalter war O. Kaufmann. Michalowsky ließ auch Wege und Fußstege durch Waldungen und Wiesen anlegen, und entlang dieser Wehe Ruhebänke aufstellen.

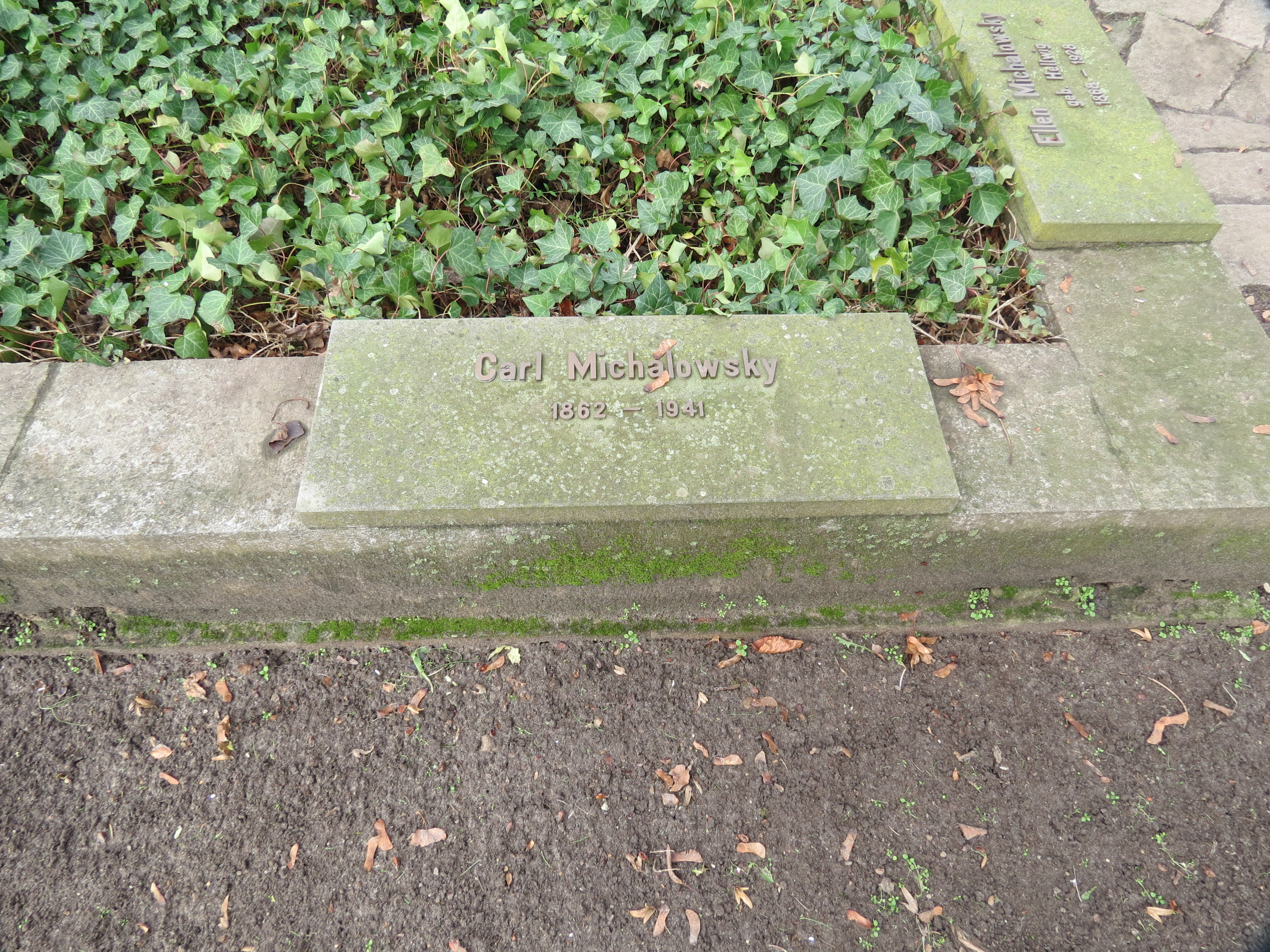
Grabplatte des Carl Michalowsky im Erbbegräbnis der Michalowsky an der Dorfkirche in Neu-Temmen

Am 4. Januar 1928 war die Frau des Gutsbesitzer, Ellen Michalowsky geb. Hellwig gestorben. Der Witwer ließ ein Erbbegräbnis hinter der Neu-Temmener Fachwerkkirche anlegen. Die Idee und der Entwurf stammte vom Architekten Franz Seeck. Am Aufgang bzw. der nordöstlichen Ecke der Anlage steht die lebensgroße Figur einer Trauernden, die vom Bildhauer Wilhelm Gerstel geschaffen wurde. 1933 ließ er das Erbbegräbnis aus dem Gutsbesitz heraus nehmen und in eine Stiftung überführen. 1936 wurde Neu-Temmen in die Stiftung Schorfheide des damaligen Oberbefehlshaber der Luftwaffe und Reichsforstminister Hermann Göring eingegliedert.
| Jahr      | 1774 | 1790 | 1801 | 1817 | 1840 | 1858 | 1864 | 1871 | 1895 | 1925 |
| Einwohner | 59   | 56   | 69   | 48   | 61   | 59   | 64   | 38   | 33   | 70   |

## Kommunale Geschichte
Neu-Temmen war im 19. Jahrhundert Gutsbezirk, keine Gemeinde. Mit der Bildung der Amtsbezirke in der Provinz Brandenburg 1874 wurde der Gutsbezirk Neu-Temmen dem Amtsbezirk 8 Ringenwalde des Kreises Templin zugewiesen. Zum Amtsvorsteher wurde der Amtmann Vieweg in Ringenwalde, zu seinem Stellvertreter der Rittergutsbesitzer Baudouin auf Neu-Temmen bestimmt. 1928 wurden die Gutsbezirke Alt-Temmen und Neu-Temmen sowie Teile des Gutsbezirks Hohenwalde zur Gemeinde Temmen vereinigt. 1931 und 1950 war Neu-Temmen Wohnplatz von Temmen, 1957 und 1971 Ortsteil von Temmen. Mit der Bildung der Ämter im Land Brandenburg 1992 schloss sich Temmen mit neun anderen Gemeinden zum Amt Gerswalde zusammen, das die Verwaltungsaufgaben der zehn Gemeinden wahrnahm. Zum 31. Dezember 2001 wurde aus der Gemeinde Ringenwalde des Amtes Templin-Land und der Gemeinde Temmen des Amtes Gerswalde die neue Gemeinde Temmen-Ringenwalde gebildet, die sich dem Amt Gerswalde anschloss. Seither ist Neu-Temmen ein Gemeindeteil von Temmen-Ringenwalde.
Zur Zeit der Gründung lag Neu-Temmen im Uckermärkischen Kreis der Mark Brandenburg. Mit der Kreis- und Provinzreform von 1816 in der damaligen Mark Brandenburg wurden der Uckermärkische und der Stolpirische Kreis in die drei neuen Kreise Templin, Prenzlau und Angermünde aufgeteilt. Neu-Temmen kam zum Kreis Templin der Provinz Brandenburg. 1993 wurden die drei Kreise zum Landkreis Uckermark vereinigt.

## Kirchliche Zugehörigkeit
Ab 1749 war die Kirche Neu-Temmen Tochterkirche von (Groß-)Fredenwalde. 1775 und 1840 war sie Tochterkirche von Fergitz. Ab 1860 war sie Tochterkirche von Ringenwalde. Die evangelische Kirchengemeinde Temmen/Neu-Temmen gehört heute zum im Pfarrsprengel Friedrichswalde im Evangelischen Kirchenkreis Oberes Havelland.

## Denkmale und Sehenswürdigkeiten
Die Denkmalliste des Landes Brandenburg für den Landkreis Uckermark führt folgende Baudenkmale auf:
- Nr. 09130840 Ruhestätte (Erbbegräbnis) der Familie Michalowsky-Hentig bei der Kirche
- Nr. 09130687 Neu-Temmen Kirche (NABU-Kirche[32])altekirchen.de https://www.nabu-templin.de/projekte/nabu-kirche-neu-temmen/
- Nr. 09130839 Neu-Temmen 5 Gutshaus